# كايل سورنسن
كايل سورنسن (بالإنجليزية: Kyle Sorensen)‏ هو لاعب اللاكروس أمريكي، ولد في 22 يونيو 1986 في بيتيربوروغ في كندا.